# 丹生村 (香川県)
丹生村（にぶそん）は、香川県大川郡にあった村。

## 歴史
- 1890年（明治23年）2月15日 - 町村制施行に伴い、大内郡丹生村が成立。
- 1899年（明治32年）4月1日 - 大川郡の所属となる。
- 1954年（昭和29年）4月1日 - 誉水村と新設合併して大内町が発足。同日丹生村廃止。